# زيزفورة فارسية
زيزفورة فارسية (الاسم العلمي:Ziziphora persica) هي نوع من النباتات يتبع جنس الزيزفورة من الفصيلة الشفوية.